# Campomanesia xanthocarpa
Também conhecida como Gabiroba-de-árvore, Guabiroba e Guavirova. É uma planta da América do Sul, bem distribuída pelo Brasil, ocorrendo em fisionomias de Cerrado e Mata-Atlântica. Sua fruta é apreciada pelos humanos, principalmente in natura.  

## Sinônimos
Lista de Sinônimos segundo o Reflora
- Basiônimo Eugenia xanthocarpa Mart.

- Heterotípico Campomanesia crenata O.Berg

- Heterotípico Campomanesia dusenii Kausel

- Heterotípico Campomanesia malifolia O.Berg

- Heterotípico Campomanesia rhombea O.Berg

- Heterotípico Eugenia variabilis Mart.

- Heterotípico Psidium malifolium (O.Berg) F.Muell.

## Morfologia e Distribuição
Árvore semidecídua, de copa densa e alongada, de 4-15 m de altura, com tronco canelado e descamante, nativa desde Minas Gerais e Mato Grosso do Sul até o Rio Grande do Sul em quase todas as formações vegetais dessas regiões. Distingue-se das demais por possuir folhas totalmente desenvolvidas na antese e por ter geralmente um tufo de pelos nas axilas das nervuras principalmente na face inferior, além dos pedúnculos glabros e mais longos que as flores e lobos do cálice oblongos-obovados. Flores solitárias, formadas de setembro a novembro. Frutos arredondados, lisos, amarelos ou alaranjados, com polpa suculenta, firme e de sabor doce, com maturação de novembro-dezembro.